# Die Kriegskrüppel
Die Kriegskrüppel is een droge naald-prent uit 1920 van de Duitse schilder en graficus Otto Dix waarin een stoet van zwaar gehavende Duitse oorlogsveteranen wordt afgebeeld.
Dix was geïnspireerd door de Dresdense kunstenaar Conrad Felixmüller, die dezelfde techniek gebruikte.
Dix baseerde de prent op een schilderij van zijn hand, dat door de nazi's als gedegenereerd werd beschouwd en dat later vernietigd werd.
Exemplaren van de prent bevinden zich onder andere in het MoMA in New York en in het Kunstmuseum Den Haag.